# Gary Longwell
Gary William Longwell (Belfast, 30 luglio 1971) è un ex rugbista a 15, allenatore di rugby e dirigente sportivo proveniente dall'Irlanda del Nord, militante nella provincia rugbistica dell'Ulster dal 1991 al 2005 e rappresentante l'Irlanda a livello internazionale dal 2000 al 2004 nel ruolo di seconda linea; dopo il ritiro è divenuto allenatore e dal 2013 lavora presso l'istituto per lo Sport nordirlandese.

## Biografia
Longwell debuttò nella provincia dell'Ulster nel 1991, in un incontro con la rappresentativa inglese della Cornovaglia; professionista dal 1995, si aggiudicò con Ulster la Heineken Cup 1998-99.
Laureato in matematica alla Queen's University Belfast, Longwell attese a lungo prima di debuttare in un test match per l'Irlanda, essendo diventato, fin dalle sue prime partite con l'Ulster, un regolare della Nazionale A irlandese; l'esordio internazionale avvenne a novembre 2000, a 29 anni, contro il Giappone e, una settimana più tardi, giunse il suo primo incontro da titolare, contro il Sudafrica.
Nel 2001 debuttò nella neoistituita Celtic League ancora con l'Ulster, e due anni più tardi fu tra i convocati alla Coppa del Mondo di rugby 2003 in Australia, nel corso della quale non fu tuttavia mai schierato.
Nel 2005 si ritirò dalle competizioni, divenendo l'assistente allenatore della selezione provinciale Under-21, e in seguito il direttore dell'accademia giovanile dell'Ulster; nel 2013 si dimise per dedicarsi all'incarico di preparatore presso l'istituto dello sport dell'Irlanda del Nord.

## Palmarès
- Heineken Cup: 1
Ulster: 1998-99